# 광주무등경기장 야구장
광주무등경기장 야구장(光州無等競技場 野球場, Gwangju Mudeung Baseball Stadium)은 대한민국 광주광역시 북구 임동에 있는 야구장이다. 1982년 한국프로야구 원년의 해태 타이거즈 시절부터 시작해서 2013년까지 KIA 타이거즈의 홈구장으로 쓰였다.2023년에 전면적인 리모델링 공사를 끝내고 재개장해 아마야구 경기장으로 사용하고있다 현재 광주야구소프트볼협회 관리한다 광주야구소프트볼협회 사무실이 있다
펜스 길이는 좌우 각각 99m, 좌우중간 115m, 중앙은 120m이며, 중앙 펜스의 막음판은 가로 22m 높이 6.9m로 미국 보스턴의 펜웨이 파크에 있는 그린 몬스터에 비견되기도 한다. 본래 무등야구장은 개장부터 2001년 이전까지 좌우 98m, 중앙 114m였으며 2002년 ~ 2004년에는 좌우 97m, 중앙 113m였다. 2005년 말부터 2006년 초까지의 확장공사를 통해 펜스를 현재의 위치로 물려 중앙펜스가 크게 높아졌다.
2003년 7월 20일 SK 와이번스와의 홈 경기에서는 야구장에 물방개가 출현하는 사건이 벌어지는 등 한국프로야구가 벌어지는 경기장 가운데 대구시민운동장 야구장과 더불어 가장 낙후된 야구장으로 꼽히며, 이 때문에 인조잔디를 그라운드에 깔았지만 이 때 시공한 인조잔디인 애스트로 터프로 인해 오히려 선수들의 부상이 잦아져 악명은 더 높아졌다.
1965년 제 46회 전국체전 때 건설된 이후 2005년 말까지 시설 개축이 거의 없었다. 특히, 건설 당시의 청사진이 분실되어 개축이 매우 어려웠다. 2007년 프로야구 시즌 종료 후 홈 팀인 KIA 타이거즈와 광주광역시가 합동으로 구장 개·보수 작업에 착수하여 애스트로 터프를 걷어내고, 최신형 인조잔디인 필드 터프로 교체하였다. 그러나, 이후에도 부상 선수가 많이 발생하여 KIA 타이거즈 구단에서 소금을 뿌릴 정도였다. 2009 시즌을 앞두고 열린 시범 경기에서 채종범이 부상당한 것을 시작으로 정규 시즌에 들어와서는 이용규, 이종욱, 김정민, 박경완 등 선수들이 경기 도중에 크게 다치는 사고가 4건이나 발생하였다.
결국 2010년에 광주광역시청은 야구장을 신설하기로 결정했다. 문화체육관광부의 스포츠토토 기금 지원이 확정된 뒤 KIA 타이거즈가 300억 원을 투자하기로 한 가운데, 광주의 시유지인 광주무등경기장(종합 경기장)을 부분적으로 남기고 철거하여 그 자리에 새 야구장을 건립하기로 하였다. 새 야구장은 지하 3층, 지상 3층 연면적 5만 5,200m2 규모이다. 시민추진위는 광주광역시 북구 임동 광주무등경기장 종합운동장을 포함해 야구장이 들어설 수 있는 4곳에 대해 평가한 결과 접근성과 경제성, 입지성, 시민선호도 등을 감안해 광주무등경기장 종합운동장 내 축구 경기장 용지를 최적지로 판정했다. 새로운 야구장인 광주기아챔피언스필드는 2011년에 착공하여 KIA 타이거즈가 2014년부터 사용하게 된다. 이에 따라 종합운동장 기능은 광주월드컵경기장으로 이관되고, 기존 무등야구장은 2015년 하계 유니버시아드 대회에서 보조 구장으로 사용된 후 존치 여부가 결정된다. 한국프로야구 고별전은 2013년 10월 4일 KIA 타이거즈와 넥센 히어로즈의 경기였으며, KIA 타이거즈는 넥센 히어로즈를 이기며 (8:3) 무등구장 시대를 마감했다.
2017년 말 광주광역시청에서 무등야구장 리모델링을 공식 발표하고, 대구시민운동장 야구장같이 아마추어 경기용 야구장으로 전환하기로 했다. 총 458억 원을 투입, 2018년 하반기에 공사에 들어가 오는 2020년까지 마무리할 계획이다. 지상은 아마추어 선수들이 쾌적하게 쓸 수 있는 야구장으로 정비된다. 주변은 개방형 녹지공원으로 조성되고, 지하에는 총 1,250여대 주차면을 갖춘 2개 층 규모의 주차장을 만든다. 또한 기존의 내·외야 관람석을 철거하여 풋살장과 농구·족구 등이 가능한 다목적구장이 조성된다. 야구장 본부석의 바깥쪽 벽에는 국제 규격의 클라이밍장 4개 면이 설치된다.

## 특이 사항
- 1982년(원년 2차전) . 1985년(3차전) . 1998년 . 2009년 총 4번 이 곳에서 올스타전이 개최되었다.
- 2009년 7월 25일 CJ 마구마구배 프로야구 올스타전이 개최되었다.
- 2015년 하계 유니버시아드 야구 경기를 개최했다.
- 외야에 기아자동차 차량과 구조물을 놓아 해당 구역을 홈런존으로 운영하였다. 이후 신축된 광주기아챔피언스필드에도 홈런존이 운영되고 있다.
- 이 구장에서 개최된 1982년 8월 5일 MBC VS 해태전이 프로야구 최초 서스펜디드 게임으로 기록됐고[4]  결국 8월 18일 동대문야구장에서 더블헤더로 치러졌다.

## 타이거즈가 광주무등경기장 야구장에서 세운 기록
(해태와 KIA 포함한 기록)
- KBO 한국시리즈 10회 우승 (1983년, 1986년, 1987년, 1988년, 1989년, 1991년, 1993년, 1996년, 1997년, 2009년)
- 32년 동안(1982년~2013년) 1,015승 45무 788패 승률 0.563

## 같이 보기
- 광주무등경기장